# Natación en los Juegos Olímpicos de Pekín 2008 – 200 metros espalda masculino
El evento de 200 metros espalda masculino en los Juegos Olímpicos de Pekín 2008 tuvo lugar del 13 al 15 de agosto en el Centro Acuático Nacional de Pekín.

## Récords
Antes de esta competición, el récord mundial y olímpico existentes eran los siguientes:
| Récord mundial  | Ryan Lochte Aaron Peirsol | 1:54,32 | Melbourne, Australia Omaha, Estados Unidos | 30/03/2007 04/07/2008 |
| Récord olímpico | Aaron Peirsol             | 1:54,95 | Atenas, Grecia                             | 19/08/2004            |

Los siguientes récords olímpicos fueron establecidos durante esta competición:
| Fecha      | Evento | Nombre      | País           | Tiempo  | Récord |
| ---------- | ------ | ----------- | -------------- | ------- | ------ |
| 15/08/2008 | Final  | Ryan Lochte | Estados Unidos | 1:53,94 | RM, RO |

## Resultados

### Semifinales

#### Semifinal 1
| Pos. | Calle | Nombre           | País           | Tiempo  | Notas |
| ---- | ----- | ---------------- | -------------- | ------- | ----- |
| 1    | 4     | Aaron Peirsol    | Estados Unidos | 1:55,26 | Q     |
| 2    | 2     | Răzvan Florea    | Rumania        | 1:56,45 | Q, RN |
| 3    | 3     | Hayden Stoeckel  | Australia      | 1:56,73 | Q, OC |
| 4    | 5     | Arkadi Viachanin | Rusia          | 1:56,85 | QSO   |
| 5    | 7     | Damiano Lestingi | Italia         | 1:58,25 |       |
| 6    | 6     | Gordan Kožulj    | Croacia        | 1:59,22 |       |
| 7    | 8     | Tobias Oriwol    | Canadá         | 1:59,50 |       |
| 8    | 1     | Stanislav Donets | Rusia          | 1:59,87 |       |

#### Semifinal 2
| Pos. | Calle | Nombre         | País           | Tiempo  | Notas |
| ---- | ----- | -------------- | -------------- | ------- | ----- |
| 1    | 4     | Ryan Lochte    | Estados Unidos | 1:55,40 | Q     |
| 2    | 5     | Markus Rogan   | Austria        | 1:56,34 | Q     |
| 3    | 6     | Ryosuke Irie   | Japón          | 1:56,35 | Q     |
| 4    | 3     | Gregor Tait    | Reino Unido    | 1:56,72 | Q     |
| 5    | 7     | Helge Meeuw    | Alemania       | 1:56,85 | QSO   |
| 6    | 2     | Ashley Delaney | Australia      | 1:57,73 |       |
| 7    | 8     | Keith Beavers  | Canadá         | 1:58,50 |       |
| 8    | 1     | George du Rand | Sudáfrica      | 1:58,61 | AF    |

#### Desempate
| Pos. | Calle | Nombre           | País     | Tiempo  | Notas |
| ---- | ----- | ---------------- | -------- | ------- | ----- |
| 1    | 4     | Arkadi Viachanin | Rusia    | 1:57,75 | Q     |
| 2    | 5     | Helge Meeuw      | Alemania | 2:00,97 |       |

### Final
| Pos.              | Calle | Nombre           | País           | Tiempo  | Notas  |
| ----------------- | ----- | ---------------- | -------------- | ------- | ------ |
| Medalla de oro    | 5     | Ryan Lochte      | Estados Unidos | 1:53,94 | RM, RO |
| Medalla de plata  | 4     | Aaron Peirsol    | Estados Unidos | 1:54,33 |        |
| Medalla de bronce | 8     | Arkadi Viachanin | Rusia          | 1:54,93 | EU     |
| 4                 | 3     | Markus Rogan     | Austria        | 1:55,49 | RN     |
| 5                 | 6     | Ryosuke Irie     | Japón          | 1:55,72 |        |
| 6                 | 1     | Hayden Stoeckel  | Australia      | 1:56,39 | OC     |
| 7                 | 2     | Răzvan Florea    | Rumania        | 1:56,52 |        |
| 8                 | 7     | Gregor Tait      | Reino Unido    | 1:57,00 |        |